# Podperebor
Podperebor (rus: Подперебор) és un poble del krai de Perm, a Rússia, que el 2016 tenia 3 habitants. Es troba al marge dret del riu Xakva, davant de Perebor.